# Tiszapüspöki
Tiszapüspöki es un pueblo húngaro perteneciente al distrito de Törökszentmiklós, condado de Jász-Nagykun-Szolnok.

## Superficie
Cuenta con una superficie de 37,45 km².

## Demografía
Hasta 2024 la población era de 2000 habitantes, con una densidad de población de 53,40 hab/km².
| Gráfica de evolución demográfica de Tiszapüspöki entre 2020 y 2024 |
|                                                                    |
| Datos según la Oficina Central de Estadística de Hungría.          |